# Штурм президентского дворца в Грозном
Штурм президентского дворца в Грозном — боевой эпизод Первой чеченской войны (1994—1996), произошедший в ходе штурма Грозного федеральными войсками России.

## Предыстория

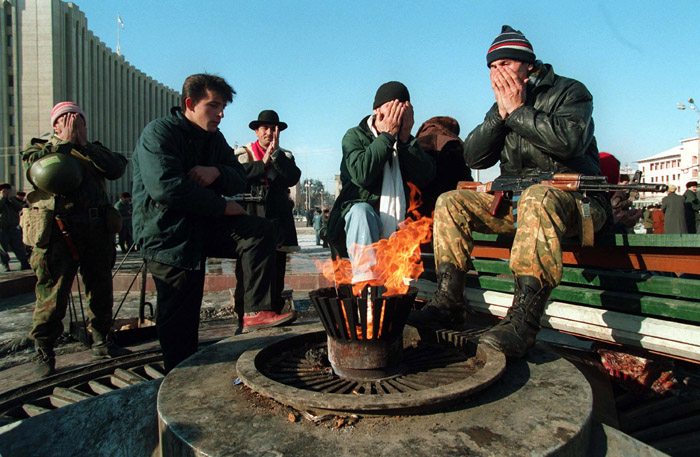
Боевики Дудаева на фоне Президентского Дворца накануне штурма Грозного. Декабрь 1994 г.

После объявления независимости непризнанной Чеченской республикой Ичкерией бывшее здание республиканского комитета КПСС ЧИ АССР в городе Грозном стало использоваться в качестве резиденции лидера чеченских сепаратистов, президента Джохара Дудаева, вследствие чего стало известно как «президентский дворец». В этот период здание также использовалось для работы правительства Ичкерии.
26 декабря 1994 года на заседании Совета безопасности РФ было принято решение о штурме Грозного. План взятия города в ночь на 1 января предусматривал действия группировок федеральных войск с четырёх направлений: «Север» (под командованием генерал-майора К. Пуликовского); «Запад» (под командованием генерал-майора В. Петрука); «Северо-Восток» (под командованием генерал-лейтенанта Л. Рохлина) и «Восток» (под командованием генерал-майора Н. Стаськова). Упор делался на внезапность и полное превосходство по качеству вооружения. Перед группировками была поставлена цель: взять административные здания, в том числе президентский дворец и здание правительства, радио, железнодорожный вокзал. С северного направления два штурмовых отряда группировки войск «Север» и штурмовой отряд группировки «Северо-Восток» имели задачу, наступая в отведённой им полосе, блокировать северную часть города и президентский дворец с севера. С западного направления два штурмовых отряда группировки войск «Запад», наступая в отведённой полосе, должны были захватить железнодорожный вокзал, а в последующем, двигаясь в северном направлении, блокировать президентский дворец с юга.

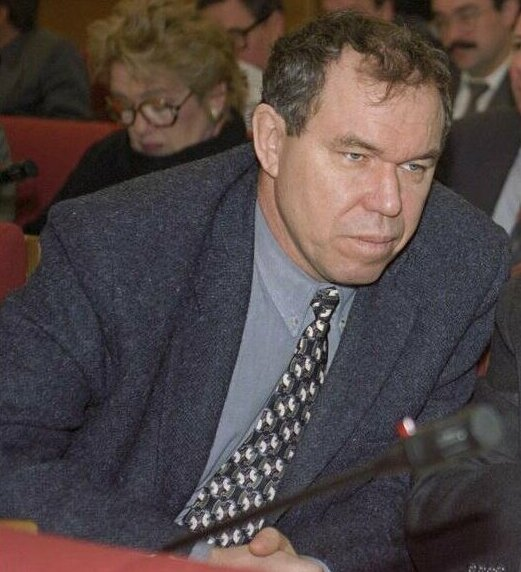
Командующий штурмом дворца генерал-лейтенант Лев Рохлин, Герой России

Герой России, командир Майкопской бригады полковник Савин

Для обороны Грозного чеченским командованием было создано три оборонительных рубежа. Внутренний рубеж, радиусом от 1 до 1,5 км, располагался вокруг президентского дворца. На внутреннем рубеже оборона чеченских формирований основывалась на создании сплошных узлов сопротивления вокруг президентского дворца с использованием капитальных каменных строений. Нижние и верхние этажи зданий были приспособлены для ведения огня из стрелкового оружия и противотанковых средств. Вдоль проспектов Орджоникидзе, Победы и улицы Первомайская были созданы подготовленные позиции для ведения огня артиллерии и танков прямой наводкой.

## Новогодний штурм

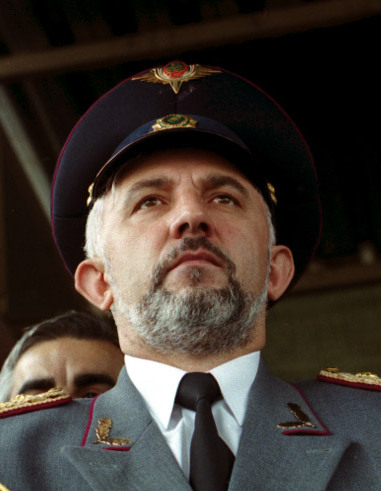
Командующий обороной дворца Аслан Масхадов

Федеральные войска «Запад» вошли в Грозный в 7 часов 30 минут, но в ходе операции задачу взятия вокзала отменили, и силы были направлены к президентскому дворцу. Главная задача по взятию Президентского дворца Дудаева (бывшего Рескома ЧИАССР) досталась группировке «Север». Общее командование группой «Север» осуществлял генерал-майор Константин Пуликовский (131-я омсбр, 81-й мсп, 276-й мсп). Практически без боя 1-й батальон 81-го мсп вышел к железнодорожному вокзалу (к 13:00) и президентскому дворцу Дудаева (к 15:00). Вплоть до 12 часов дня сопротивления дудаевцы не оказывали, как показали дальнейшие события — не случайно. Уже позже стало известно, что назначенный в марте 1994 года начальником Главного штаба вооружённых сил ЧРИ Аслан Масхадов, который и возглавил оборону президентского дворца в Грозном в декабре 1994 — январе 1995, разработал план, по которому чеченцы намеренно пропустили танки в центр города, после чего с наступлением темноты нанесли по ним удар. Из зданий вдоль улиц пехота и бронетехника расстреливались в упор. Движению бронетанковых колонн по узким улицам Грозного было организовано классическое противодействие: обычно сначала уничтожалась головная и замыкающая машины в колонне, после чего из окружающих домов открывался многоярусный (поэтажный) огонь по остальной бронетехнике.
Батальоны 81-го мсп и 131-й омсбр, встав колоннами вдоль улиц у ж/д вокзала и президентского дворца Дудаева, не позаботились об организации обороны и рассредоточении подразделений. Не укрыв технику, не выставив блокпосты по маршруту движения и не ведя разведки, они позволили чеченцам скрытно сосредоточить туда ударную группировку, численностью до 3,5 тыс. боевиков, 50-ти орудий и танков, 300 гранатомётов, и с наступлением темноты внезапно атаковать. Бой начался около 19 часов и продолжался всю ночь на 1 января. Солдаты и офицеры отходили к вокзалу, где попытались закрепиться, но здание, имевшее огромные окна и множество входов, было непригодно к обороне. Поэтому ночью, около 24 часов, остатки Майкопской бригады при поддержке двух танков пытались пробиться из города вдоль железной дороги. С часа ночи 1 января связь с ними была потеряна. Как потом выяснилось, группа была окружена на одной из привокзальных улиц и в ходе боя полностью погибла. Вместе с ней в бою погиб и командир 131 бригады полковник Савин и почти всё управление бригады. Всего за время «новогоднего штурма» 131-я бригада из группировки «Север» потеряла 189 человек убитыми, пленными и пропавшими без вести, 20 танков Т-72 из 26, 102 БМП из 120, все 6 ЗРПК «Тунгуска» зенитного дивизиона.

## Взятие президентского дворца
После того, как 3 января вышестоящие штабы сумели наладить управление войсками, была изменена тактика боя (отказ от штурма и переход к классической схеме уличных боёв — «сталинградская» тактика): создание опорных пунктов в многоэтажных зданиях; ведение наступления с использованием небольших мобильных штурмовых групп; массированное использование снайперов и, главное, эффективное использование артиллерии, огонь которой корректируется непосредственно частями, ведущими уличный бой. При попытке чеченских боевиков окружить и захватить опорные пункты подразделений федеральных войск, артиллерийские батареи, развёрнутые в пригородах, начинали методично уничтожать обнаруженные чеченские бандгруппы.
Осознавая опасность потери ключевых объектов в городе, Джохар Дудаев бросил туда «абхазский» и «мусульманский» батальоны, а также бригаду специального назначения. Вокруг президентского дворца размещались сплошные узлы сопротивления, укрытые в капитальных строениях. Вдоль проспектов и улиц были оборудованы позиции для ведения огня из танков и артиллерии прямой наводкой. Широко использовались снайперы-наёмники. Хорошо подготовленная для обороны сеть подземных городских коммуникаций позволяла боевикам свободно маневрировать и проникать в тыл подразделений федеральных войск. Однако, несмотря на сопротивление, в первой половине января федеральным войскам удалось продвинуться вглубь Грозного.

### Окружение президентского дворца
После захвата главпочтамта последним рубежом обороны боевиков оставался центр города и находящийся там президентский дворец Дудаева и прилегающие к нему здания обкома и гостиница «Кавказ». В ночь с 14 на 15 января 879 одшб 336 бригады морской пехоты Балтийского флота под командованием гв. полковника Дарковича сменил подразделения 104 и 134 парашютно-десантных полков, понесших тяжелые потери в боях за дворец. Ночью 15 января морские пехотинцы начали штурм "Зеленого квартала", примыкающего к президентскому дворцу, с задачей замкнуть кольцо окружения вокруг него. В результате тяжелых боев "Зеленый квартал" был захвачен и удерживался подразделениями морской пехоты. 
«Зеленый квартал», который необходимо было занять, по себе небольшой, но густо застроенный пятиэтажками. Внутри квартала стояло здание детского садика. Боевики чувствовали себя очень неуютно во дворце и конференц-зале оттого, что в "зеленке" появились морпехи. И тогда их сопротивление приняло ожесточенный характер. Об интенсивности огня говорит тот факт, что деревья превратились в кашу, на каждом метре домов были отметины пуль и снарядов, а от танка, который поддерживал огонь своей пушкой, после выпущенного в него фугаса, кроме башни и катка, ничего не осталось. Дело дошло до того, что гв. капитану Шейко пришлось вызывать огонь на себя. Командир разведвзвода гв. капитан Евгений Колесников ценой своей жизни позволил выполнить батальону главную задачу. Ночной ожесточенный бой не прекращался, к рассвету боевики поняли, что находятся практически в окружении и попытались контратаковать со стороны садика, прорываясь к дворцу. Но ни один боевик до дворца не добрался. Морпехи почувствовали вкус боя и горечь потерь, и занятые позиции удержали. В этом бою батальон понес наибольшие потери". 
В ночь с 17 на 18 января 68-й отдельный разведывательный батальон под командованием капитана Шадрина (будущего Героя России, генерал-майора и нач. штаба Миротворческих сил России в Южной Осетии) пробился в тыл боевиков, обороняющих здание обкома и гостиницы. Там батальон в течение двух суток находился в окружении до подхода основных сил, отвлекая на себя силы боевиков. 18 января, вместе с подошедшими федеральными войсками, 68-й разведбатальон участвовал в штурме обкома, а чуть позднее и президентского дворца Дудаева.
В ночь на 19 января группа из 27 разведчиков во главе с командиром батальона Шадриным, захватив здание краеведческого музея, отразила 11 атак боевиков Ш. Басаева, в том числе и врукопашную. Батальон, несмотря на понесённые потери, позиций не сдал и обеспечил захват штурмующими подразделениями соседней гостиницы «Кавказ».

Из описания боя: 
«Перебираясь из здания в здание, разведчики [68 орб] заняли позиции в строении рядом с гостиницей „Кавказ“. У них уже было около сорока раненых. Связь с ними пропала. Рохлин извёлся: что случилось? Где они? Он шумел, ругался на всех, кто под руку попадёт. Но связь не появлялась. Бросить на выполнение поставленной разведчикам задачи ещё кого-то он не мог. <…> А вскоре объявились разведчики. Оказалось, что в рации комбата сели батарейки».
Рохлин подтягивал новые силы, чтобы выровнять линию фронта до проспекта Победы и, как следствие этого, взять под свой полный контроль мост через Сунжу. Начштаба 61 бригады морской пехоты Северного флота подполковник А. В. Чернов вывел парашютно-десантную роту (пдр) 876 отдельного десантно-штурмового батальона (одшб) в район Совмина, а «чуть позже на частоту „Волшебника“ (А. В. Чернова) вышел Масхадов с предложением прекратить огонь и заключить перемирие для сбора тел погибших, оказания помощи раненым и их эвакуации. Было бы глупо пойти на такой шаг, когда до выхода к дворцу оставалось лишь несколько домов, танки вышли на дальность прямого выстрела, и впервые за много дней устанавливалась ясная погода, которая давала возможность применить штурмовую авиацию. Естественно, никто не собирался давать отдых боевикам… Поздно вечером группа спецназа, которая работала вместе с „Волшебником“ и „Монахом“ [командиром пдр 876 одшб ст.лейтенантом О. Г. Дьяченко], получила от командования новую задачу». 173 ооСпН убыл на отдых на консервный завод.

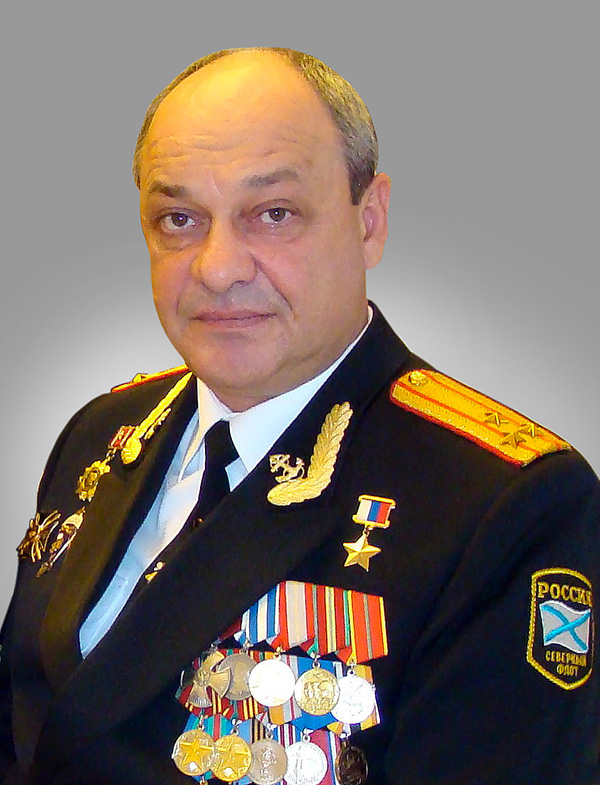
Полковник Александр Чернов, Герой России, кандидат военных наук

Вспоминает генерал-лейтенант Лев Рохлин:
«Когда дело дошло до президентского дворца, на связь со мною вышел Масхадов и говорит: „Мы не можем договориться с политиками, давай договоримся с тобой как командир с командиром: надо прекратить огонь и вывезти трупы и раненых“. Отвечаю ему: „Давай“. Он предлагает: „Подождём, пока подойдут депутаты — ваши и наши, священнослужители…“ — „Ты же сам говорил, что с политиками не договориться, — отвечаю я, — поговорим о другом: сколько машин выходит с твоей и с моей стороны, какие участки разделения. Ты вывозишь всех своих и моих. Я тоже. А потом обмениваем всех на всех. С оружием выходим или без?“ Он отвечает: „Мне это не подходит“. Я продолжаю: „Но ты же понимаешь, что тебе конец. Как командир — командиру говорю: улицу Правды [вероятно, проспект Орджоникидзе] я тебе перекрыл с соседом с запада. Гостиница „Кавказ“ блокирована. Совмин у меня. Мост перекрыт. Осталось 100 метров. Сосед с юга перекроет, и ты не уйдёшь. Боеприпасов у тебя нет“. — „У меня всё есть“, — кричит он. „Но я же слышу твои переговоры… Плохи твои дела“. Он больше разговаривать не стал.»
После захвата этих зданий от каждого подразделения были сформированы группы по 10-12 человек, которые выводили их на захваченные рубежи: мотострелки 276 мсп — в краеведческий музей, морпехи 876 одшб — в группу домов перед гостиницей «Кавказ», десантники — в гостиницу «Кавказ».
К 7:30 утра 18 января подразделения уже заняли все эти здания.
Утром 13 января части 98-й дивизии ВДВ начали штурм здания бывшего Совмина ЧИ АССР. Бои за здание продолжались несколько суток и отличались исключительной напряжённостью.

Вспоминает генерал Лев Рохлин:
«Накануне штурма боевики вывесили в окнах Совмина трупы наших солдат (вероятно, казнённых пленных-?). На это было трудно смотреть. Но к тому времени мы уже не первый раз сталкивались с жестокостью боевиков…Бой был очень тяжёлым. Потом на помощь пошли 74-я бригада, 33-й полк и морская пехота Северного флота. Взятие Совмина практически предрешало участь президентского дворца. Толстые стены Совмина нависали над мостом, по которому шла помощь во дворец. Поэтому с рассветом Дудаевская артиллерия, минометы и танки обрушили на Совмин всю свою мощь».
Последние группы боевиков были выбиты из здания Совмина только к утру 19 января. С потерей Совмина судьба Президентского дворца Дудаева была практически предрешена.

### Взятие президентского дворца
Ещё накануне штурма президентского дворца Рохлин, отвечая на вопрос корреспондента «Известий» Бориса Виноградова о том, будет ли взятие дворца иметь какое-то военное и политическое значение, ответил, что «это событие следует расценить как безусловную победу на одном из этапов чеченской войны, но отнюдь не её окончание. Вряд ли дудаевцы сложат оружие…»
Утром 19 января бойцы 68-го отдельного разведывательного батальона (лучшей авангардной части генерал-лейтенанта Л. Рохлина) во взаимодействии с 276 мсп 34 мсд УрВО захватили президентский дворец, уничтожив двух оставшихся там снайперов. Это стало возможным после удачного применения бетонобойных фугасных авиабомб, пробивших все этажи дворца и подвал в том числе. Раненный в руку Дудаев позже в видеозаписи назвал это применением Россией ядерного оружия малой мощности.

Командир группы морпехов 876 одшб ст. прапорщик Григорий Михайлович Замышляк: 
«18 января наши бомбардировщики „долбили“ дворец Дудаева. Кинули 4 бомбы. Одна досталась нашим. Погибло 8 человек. Всё рухнуло разом. Хотя говорят, была команда уйти в укрытие. Мы не слышали. Радист был рядом со мной. Вероятней всего, дудаевцы глушили связь».
Данные радиоперехвата:
14:20 Циклон [Масхадов] — Пантере: «По нам бьют самолётными бомбами. Они прошивают здание до подвала».
Пантера: «Надо срочно отводить войска за Сунжу. Иначе они вас похоронят».
Циклон: [Масхадов]: «Вторая линия обороны будет на Минутке. Во дворце много раненых и убитых. Ими заниматься времени нет. Надо успеть выбраться. Если сейчас не получится, надо терпеть до темноты и уйти».
15:30 Циклон [Масхадов]: «Всем, всем, всем! По темноте всем перебраться за Сунжу. Перебираться будем, где магазин „Пионер“, возле новой гостиницы».
Рохлин пытался перекрыть боевикам возможность отхода. Он поставил задачу новому командиру разведывательного батальона капитану Роману Шадрину: выйти на проспект Победы и попытаться соединиться с десантниками, атакующими со стороны улицы Розы Люксембург. Шадрин вместе с группой разведчиков в 60 человек вышел на проспект Победы, но попал под сильный обстрел. Прорваться было невозможно. Кварталы между проспектом Победы и улицей Розы Люксембург прочно удерживались боевиками. Десантники из группировки Ивана Бабичева увязли в бою ближе к президентскому дворцу. Находившиеся немного в стороне кварталы продолжали оставаться коридором для отхода тех, кто оборонял президентский дворец. Перебираясь из здания в здание, разведчики Шадрина заняли позиции в строении рядом с гостиницей «Кавказ». К этому моменту у них уже было около сорока раненых. Связь с ними пропала. Повсеместно шли напряжённые бои. Десантники тоже не могли ничего сделать. Боевики прочно держали коридор между пр. Победы и ул. Розы Люксембург. В итоге перекрыть отрядам Дудаева отход из президентского дворца не удалось.

Генерал-лейтенант Л. Я. Рохлин: 
«Штурма президентского дворца фактически не было. Правда, командование предлагало нанести по нему авиационный удар. Я ответил, что авиация уже помогла… Хватит. Тогда предложили разбить дворец танками. Я спросил, как они это представляют: танки бьют со всех сторон и попадают друг в друга? Меня спросили: „Что предлагаешь?“ Отвечаю: „Отдайте мне, я возьму по-своему“».
Начальник штаба 61 обрмп подполковник А. В. Чернов сформировал группу добровольцев из 4 человек: он сам, 2 пулемётчика и стрелок. Совместно с ними действовала группа разведчиков 276 мсп, в составе которой были командир разведроты 276 мсп Андрей Юрченко, командир отделения ст.сержант Игорь Смирнов и рядовой Д. Князев. Около 7 утра 19 января группа начала выдвижение к президентскому дворцу. Расстояние в восемьсот метров преодолевали почти час из-за непрекращающегося перекрёстного обстрела. В 8 утра группа вошла в здание президентского дворца. В 8:40, будучи обнаруженной, после боестолкновения с группой боевиков внутри здания, группа 61 отдельной бригады морской пехоты Чернова покинула президентский дворец. Тогда же морпехи оставили на стенах дворца надпись «Морпех. Спутник».
Командир разведроты 276 мсп решил не оставлять выгодной позиции до подхода основных сил. Доложить обстановку они не могли из-за отсутствия радиосвязи. Вернувшись на исходные позиции, группа 61 бригады морской пехоты подполковника Чернова, усиленная отрядом 3-й десантно-штурмовой роты, второй раз входит в здание президентского дворца для более детального обследования. К этому времени бо́льшая часть оборонявших президентский дворец боевиков ещё ночью, пользуясь темнотой, покинула здание.

Вспоминает генерал-лейтенант Л. Я. Рохлин: 
«„Тунгуски“ снесли несколько снайперов, оставшихся в нём, и подразделения вошли в здание без боя. Была только одна проблема: потеряли флаг, который должны были водрузить над дворцом. Два часа искали…»
Около 15 часов дня в районе президентского дворца собралось достаточное количество офицеров из состава командования группировки. Привезли российский флаг. Право водрузить российский флаг над президентским дворцом Дудаева было доверено начальнику штаба 61 отдельной бригады морской пехоты А. В. Чернову.
«Здание дворца, каждое окно, каждый этаж методически обрабатывали из всех средств огневого поражения. По приказанию генерал-майора Отраковского со всех подразделений Северного флота к гостинице „Кавказ“ собрали гранатомётчиков. Набралось человек двадцать. Их задача — провести своеобразную подготовку действий „знамённой группы“. В течение довольно продолжительного времени гранаты морпехов рвались в здании, обеспечивая выполнение миссии, порученной очередной группе подполковника Чернова».
В 15:35 знамённая группа в составе командира разведроты лейтенанта Андрея Юрченко, ст. сержанта Игоря Смирнова, мл. сержанта Д. Иванова, рядовых Д. Князева и Д. Шмакова, вошли в здание президентского дворца для водружения над ним российского флага.

Рядовой Князев (из состава знамённой группы): 
«Страшно было, когда в само здание проникли. Ведь там столько помещений, всяких закоулков. Где ждёт опасность — не знаешь. А ещё битый камень под ногами предательски скрипит. Каждый шаг таким эхом отдавался. Но приказ мы выполнили…».
Морскими пехотинцами 336-й бригады морской пехоты на здании дворца был также водружен и Андреевский флаг. 
После падения президентского дворца Дудаева ГКО Чечни принял решение перевести свой штаб в резервный пункт, а генерал-лейтенант А. Квашнин доложил Министру обороны П. Грачёву о водружении российского флага над президентским дворцом в Грозном.

## Президентский дворец после взятия
В этот же день, 19 января 1995 года, морские пехотинцы совместно с сапёрами 276-го мотострелкового полка произвели частичную, поверхностную зачистку и разминирование части помещений первых этажей здания, в которых находилось множество брошенного и складированного боевиками оружия и боеприпасов.
С сентября 1995 г. это место неоднократно использовалось для выражения протеста. 4 февраля 1996 г. на площади у остова президентского дворца начался митинг сторонников независимости с требованием вывода российских войск. На этот раз противостояние затянулось на неделю. 7-8 февраля митинг был блокирован завгаевской милицией, грузовиками и БТРами, произошли столкновения. 9 февраля около 12:00 по митингующим было сделано три выстрела из гранатомёта. Три человека погибли, семь получили ранения. 10 февраля митингующие разошлись.
15 февраля, по приказу президента Чеченской Республики Д. Завгаева, остов Президентского дворца — символ сопротивления для антироссийски настроенных чеченцев — был уничтожен взрывами.